# Syngria candidata
Syngria candidata är en fjärilsart som beskrevs av W. Warren 1904. Syngria candidata ingår i släktet Syngria och familjen Uraniidae. Inga underarter finns listade i Catalogue of Life.